# ياسوشي واتانابي
ياسوشي واتانابي (باليابانية: 渡辺靖؛ بالكانا: わたなべ やすし) هو عالم إنسان ياباني، ولد في 1967 في هوكايدو في اليابان.